# Longares
Longares é um município da Espanha na província de Saragoça, comunidade autónoma de Aragão. Tem 45,7 km² de área e em 2021 tinha 876 habitantes (densidade: 19,2 hab./km²).

## Demografia
| Variação demográfica do município entre 1991 e 2004 | Variação demográfica do município entre 1991 e 2004 | Variação demográfica do município entre 1991 e 2004 | Variação demográfica do município entre 1991 e 2004 |
| --------------------------------------------------- | --------------------------------------------------- | --------------------------------------------------- | --------------------------------------------------- |
| 1991                                                | 1996                                                | 2001                                                | 2004                                                |
| 865                                                 | 870                                                 | 911                                                 | 906                                                 |